# 兰河 (中国)
兰河，也作蓝河，位于中华人民共和国辽宁省辽阳县东部的一条河流，是太子河左岸支流，发源于辽阳县东南的鸡爪山，蜿蜒向北流经甜水满族乡鸡爪山村、韩家村、水泉村、杨木村、甜水村、庙沟村、古家子村、三道岭村、寒岭镇黄泥岗村、梨庇峪村、蒿甸子村等地后注入太子河葠窝水库。河流全长55千米，流域面积417平方千米，河道平均比降5.7‰，年均径流量0.971亿立方米。